# Gran Premio motociclistico d'Aragona 2015
Il Gran Premio motociclistico d'Aragona 2015 è stato la quattordicesima prova del motomondiale del 2015.
Le gare si sono disputate il 27 settembre 2015 presso la Ciudad del Motor de Aragón di Alcañiz e si è trattato della sesta edizione del Gran Premio motociclistico d'Aragona entrato in calendario del mondiale dal 2010. Nelle tre classi i vincitori sono stati: Jorge Lorenzo in MotoGP, Esteve Rabat in Moto2 e Miguel Oliveira in Moto3.

## MotoGP
Vincitore della prova è stato lo spagnolo Jorge Lorenzo, che ha ottenuto anche il giro più veloce e che ha preceduto il connazionale Daniel Pedrosa e l'italiano Valentino Rossi. Con i risultati ottenuti dai suoi due piloti Lorenzo e Rossi, la Yamaha ha raggiunto la certezza matematica del titolo costruttori con alcune gare di anticipo, interrompendo la serie di successi della Honda che si imponeva dal motomondiale 2011. Per la lotta al titolo piloti che ormai coinvolge solamente i due piloti Yamaha, Lorenzo riduce il distacco da Rossi a 14 punti.

### Arrivati al traguardo
| Pos. | Nº | Pilota           | Squadra                     | Motocicletta       | Giri | Tempo     | Griglia | Punti |
| ---- | -- | ---------------- | --------------------------- | ------------------ | ---- | --------- | ------- | ----- |
| 1º   | 99 | Jorge Lorenzo    | Movistar Yamaha             | Yamaha YZR-M1      | 23   | 41'44.933 | 2º      | 25    |
| 2º   | 26 | Daniel Pedrosa   | Repsol Honda                | Honda RC213V       | 23   | +2.683    | 5º      | 20    |
| 3º   | 46 | Valentino Rossi  | Movistar Yamaha             | Yamaha YZR-M1      | 23   | +2.773    | 6º      | 16    |
| 4º   | 29 | Andrea Iannone   | Ducati Team                 | Ducati Desmosedici | 23   | +7.858    | 3º      | 13    |
| 5º   | 4  | Andrea Dovizioso | Ducati Team                 | Ducati Desmosedici | 23   | +24.322   | 13º     | 11    |
| 6º   | 41 | Aleix Espargaró  | Suzuki Ecstar               | Suzuki GSX-RR      | 23   | +24.829   | 7º      | 10    |
| 7º   | 35 | Cal Crutchlow    | LCR Honda                   | Honda RC213V       | 23   | +25.367   | 8º      | 9     |
| 8º   | 38 | Bradley Smith    | Monster Yamaha Tech 3       | Yamaha YZR-M1      | 23   | +25.503   | 10º     | 8     |
| 9º   | 44 | Pol Espargaró    | Monster Yamaha Tech 3       | Yamaha YZR-M1      | 23   | +26.452   | 4º      | 7     |
| 10º  | 68 | Yonny Hernández  | Octo Pramac Racing          | Ducati Desmosedici | 23   | +43.889   | 11º     | 6     |
| 11º  | 25 | Maverick Viñales | Suzuki Ecstar               | Suzuki GSX-RR      | 23   | +44.255   | 12º     | 5     |
| 12º  | 45 | Scott Redding    | EG 0,0 Marc VDS             | Honda RC213V       | 23   | +48.176   | 14º     | 4     |
| 13º  | 19 | Álvaro Bautista  | Aprilia Racing Team Gresini | Aprilia RS-GP      | 23   | +49.755   | 21º     | 3     |
| 14º  | 50 | Eugene Laverty   | Aspar Team                  | Honda RC213V-RS    | 23   | +50.271   | 15º     | 2     |
| 15º  | 69 | Nicky Hayden     | Aspar Team                  | Honda RC213V-RS    | 23   | +50.364   | 16º     | 1     |
| 16º  | 8  | Héctor Barberá   | Avintia Racing              | Ducati Desmosedici | 23   | +50.722   | 19º     |       |
| 17º  | 76 | Loris Baz        | Forward Racing              | Yamaha Forward     | 23   | +51.997   | 22º     |       |
| 18º  | 6  | Stefan Bradl     | Aprilia Racing Team Gresini | Aprilia RS-GP      | 23   | +53.406   | 17º     |       |
| 19º  | 43 | Jack Miller      | LCR Honda                   | Honda RC213V-RS    | 23   | +56.859   | 20º     |       |
| 20º  | 63 | Mike Di Meglio   | Avintia Racing              | Ducati Desmosedici | 23   | +59.607   | 18º     |       |
| 21º  | 24 | Toni Elías       | Forward Racing              | Yamaha Forward     | 23   | +1'15.237 | 25º     |       |

### Ritirati
| Nº | Pilota          | Squadra             | Motocicletta       | Giri | Griglia |
| -- | --------------- | ------------------- | ------------------ | ---- | ------- |
| 17 | Karel Abraham   | AB Motoracing       | Honda RC213V-RS    | 11   | 23º     |
| 9  | Danilo Petrucci | Octo Pramac Racing  | Ducati Desmosedici | 9    | 9º      |
| 15 | Alex De Angelis | E-Motion IodaRacing | ART                | 5    | 24º     |
| 93 | Marc Márquez    | Repsol Honda        | Honda RC213V       | 1    | 1º      |

## Moto2
Con questa prova viene tagliato il traguardo delle prime 100 gare effettuate dalla Moto2 dalla sua istituzione nel motomondiale 2010. La gara è stata vinta dallo spagnolo Esteve Rabat, al suo secondo successo stagionale, che ha preceduto nell'ordine il connazionale Álex Rins e il britannico Sam Lowes.

### Arrivati al traguardo
| Pos. | Nº | Pilota              | Squadra                        | Motocicletta       | Giri | Tempo     | Griglia | Punti |
| ---- | -- | ------------------- | ------------------------------ | ------------------ | ---- | --------- | ------- | ----- |
| 1º   | 1  | Esteve Rabat        | EG 0,0 Marc VDS                | Kalex Moto2        | 14   | 26'25.125 | 1º      | 25    |
| 2º   | 40 | Álex Rins           | Paginas Amarillas HP 40        | Kalex Moto2        | 14   | +0.096    | 2º      | 20    |
| 3º   | 22 | Sam Lowes           | Speed Up Racing                | Speed Up SF15      | 14   | +5.364    | 4º      | 16    |
| 4º   | 94 | Jonas Folger        | AGR Team                       | Kalex Moto2        | 14   | +7.363    | 7º      | 13    |
| 5º   | 12 | Thomas Lüthi        | Derendinger Racing Interwetten | Kalex Moto2        | 14   | +16.723   | 8º      | 11    |
| 6º   | 5  | Johann Zarco        | Ajo Motorsport                 | Kalex Moto2        | 14   | +16.989   | 3º      | 10    |
| 7º   | 55 | Hafizh Syahrin      | Petronas Raceline Malaysia     | Kalex Moto2        | 14   | +17.086   | 13º     | 9     |
| 8º   | 30 | Takaaki Nakagami    | Idemitsu Honda Team Asia       | Kalex Moto2        | 14   | +18.056   | 5º      | 8     |
| 9º   | 3  | Simone Corsi        | Forward Racing                 | Kalex Moto2        | 14   | +18.658   | 11º     | 7     |
| 10º  | 7  | Lorenzo Baldassarri | Forward Racing                 | Kalex Moto2        | 14   | +19.656   | 12º     | 6     |
| 11º  | 36 | Mika Kallio         | QMMF Racing                    | Speed Up SF15      | 14   | +20.090   | 15º     | 5     |
| 12º  | 49 | Axel Pons           | AGR Team                       | Kalex Moto2        | 14   | +20.222   | 9º      | 4     |
| 13º  | 11 | Sandro Cortese      | Dynavolt Intact GP             | Kalex Moto2        | 14   | +21.043   | 10º     | 3     |
| 14º  | 25 | Azlan Shah          | Idemitsu Honda Team Asia       | Kalex Moto2        | 14   | +22.384   | 17º     | 2     |
| 15º  | 23 | Marcel Schrötter    | Tech 3                         | Tech 3 Mistral 610 | 14   | +26.017   | 21º     | 1     |
| 16º  | 97 | Xavi Vierge         | Tech 3                         | Tech 3 Mistral 610 | 14   | +34.464   | 27º     |       |
| 17º  | 4  | Randy Krummenacher  | JIR Racing                     | Kalex Moto2        | 14   | +34.658   | 19º     |       |
| 18º  | 88 | Ricard Cardús       | JPMoto Malaysia                | Suter MMX2         | 14   | +34.727   | 22º     |       |
| 19º  | 70 | Robin Mulhauser     | Technomag Racing Interwetten   | Kalex Moto2        | 14   | +37.335   | 26º     |       |
| 20º  | 2  | Jesko Raffin        | sports-millions-EMWE-SAG       | Kalex Moto2        | 14   | +44.018   | 30º     |       |
| 21º  | 66 | Florian Alt         | E-Motion IodaRacing            | Suter MMX2         | 14   | +44.275   | 29º     |       |
| 22º  | 10 | Thitipong Warokorn  | APH PTT The Pizza SAG          | Kalex Moto2        | 14   | +44.604   | 28º     |       |
| 23º  | 96 | Louis Rossi         | Tasca Racing                   | Tech 3 Mistral 610 | 14   | +54.320   | 25º     |       |

### Ritirati
| Nº | Pilota             | Squadra                      | Motocicletta  | Giri | Griglia |
| -- | ------------------ | ---------------------------- | ------------- | ---- | ------- |
| 32 | Federico Fuligni   | Team Ciatti                  | Suter MMX2    | 13   | 24º     |
| 73 | Álex Márquez       | EG 0,0 Marc VDS              | Kalex Moto2   | 7    | 6º      |
| 60 | Julián Simón       | QMMF Racing                  | Speed Up SF15 | 4    | 16º     |
| 57 | Edgar Pons         | Italtrans Racing             | Kalex Moto2   | 3    | 23º     |
| 19 | Xavier Siméon      | Federal Oil Gresini          | Kalex Moto2   | 2    | 18º     |
| 39 | Luis Salom         | Paginas Amarillas HP 40      | Kalex Moto2   | 2    | 20º     |
| 77 | Dominique Aegerter | Technomag Racing Interwetten | Kalex Moto2   | 0    | 14º     |

### Non partito
| Nº | Pilota              | Squadra          | Motocicletta |
| -- | ------------------- | ---------------- | ------------ |
| 64 | Federico Caricasulo | Italtrans Racing | Kalex Moto2  |

## Moto3
Terzo successo stagionale per il portoghese Miguel Oliveira che ha preceduto lo spagnolo Jorge Navarro e l'italiano Romano Fenati. Il pilota portoghese risale così alcune posizioni in classifica generale dato anche il fatto che i due capolista provvisori, Danny Kent e Enea Bastianini, sono usciti dalla gara a poche curve dal termine.

### Arrivati al traguardo
| Pos. | Nº | Pilota              | Squadra                    | Motocicletta        | Giri | Tempo     | Griglia | Punti |
| ---- | -- | ------------------- | -------------------------- | ------------------- | ---- | --------- | ------- | ----- |
| 1º   | 44 | Miguel Oliveira     | Red Bull KTM Ajo           | KTM RC 250 GP       | 20   | 39'54.343 | 2º      | 25    |
| 2º   | 9  | Jorge Navarro       | Estrella Galicia 0,0       | Honda NSF250R       | 20   | +0.193    | 5º      | 20    |
| 3º   | 5  | Romano Fenati       | SKY Racing Team VR46       | KTM RC 250 GP       | 20   | +1.505    | 10º     | 16    |
| 4º   | 7  | Efrén Vázquez       | Leopard Racing             | Honda NSF250R       | 20   | +1.792    | 8º      | 13    |
| 5º   | 65 | Philipp Öttl        | Schedl GP Racing           | KTM RC 250 GP       | 20   | +2.466    | 9º      | 11    |
| 6º   | 23 | Niccolò Antonelli   | Ongetta-Rivacold           | Honda NSF250R       | 20   | +4.903    | 6º      | 10    |
| 7º   | 88 | Jorge Martín        | Mapfre Team Mahindra       | Mahindra MGP3O      | 20   | +6.512    | 4º      | 9     |
| 8º   | 10 | Alexis Masbou       | SaxoPrint RTG              | Honda NSF250R       | 20   | +15.746   | 7º      | 8     |
| 9º   | 16 | Andrea Migno        | SKY Racing Team VR46       | KTM RC 250 GP       | 20   | +15.884   | 20º     | 7     |
| 10º  | 76 | Hiroki Ono          | Leopard Racing             | Honda NSF250R       | 20   | +15.775   | 19º     | 6     |
| 11º  | 21 | Francesco Bagnaia   | Mapfre Team Mahindra       | Mahindra MGP3O      | 20   | +16.260   | 17º     | 5     |
| 12º  | 29 | Stefano Manzi       | San Carlo Team Italia      | Mahindra MGP3O      | 20   | +16.354   | 22º     | 4     |
| 13ª  | 6  | María Herrera       | Husqvarna Factory Laglisse | Husqvarna FR 250 GP | 20   | +16.899   | 30ª     | 3     |
| 14º  | 84 | Jakub Kornfeil      | Drive M7 SIC               | KTM RC 250 GP       | 20   | +16.849   | 12º     | 2     |
| 15º  | 11 | Livio Loi           | RW Racing GP               | Honda NSF250R       | 20   | +17.125   | 15º     | 1     |
| 16º  | 24 | Tatsuki Suzuki      | CIP                        | Mahindra MGP3O      | 20   | +17.560   | 26º     |       |
| 17º  | 17 | John McPhee         | SaxoPrint RTG              | Honda NSF250R       | 20   | +17.690   | 14º     |       |
| 18º  | 81 | Sena Yamada         | Estrella Galicia 0,0       | Honda NSF250R       | 20   | +31.050   | 22º     |       |
| 19º  | 2  | Remy Gardner        | CIP                        | Mahindra MGP3O      | 20   | +31.159   | 29º     |       |
| 20º  | 91 | Gabriel Rodrigo     | RBA Racing                 | KTM RC 250 GP       | 20   | +31.180   | 32º     |       |
| 21º  | 58 | Juanfran Guevara    | Mapfre Team Mahindra       | Mahindra MGP3O      | 20   | +31.349   | 18º     |       |
| 22º  | 95 | Jules Danilo        | Ongetta-Rivacold           | Honda NSF250R       | 20   | +31.383   | 24º     |       |
| 23º  | 19 | Alessandro Tonucci  | Outox Reset Drink          | Mahindra MGP3O      | 20   | +31.759   | 28º     |       |
| 24º  | 48 | Lorenzo Dalla Porta | Husqvarna Factory Laglisse | Husqvarna FR 250 GP | 20   | +43.715   | 23º     |       |
| 25º  | 89 | Khairul Idham Pawi  | Honda Team Asia            | Honda NSF250R       | 20   | +47.945   | 34º     |       |
| 26º  | 37 | Davide Pizzoli      | Husqvarna Factory Laglisse | Husqvarna FR 250 GP | 20   | +48.082   | 33º     |       |
| 27ª  | 22 | Ana Carrasco        | RBA Racing                 | KTM RC 250 GP       | 20   | +48.165   | 35ª     |       |

### Ritirati
| Nº | Pilota              | Squadra               | Motocicletta   | Giri | Griglia |
| -- | ------------------- | --------------------- | -------------- | ---- | ------- |
| 41 | Brad Binder         | Red Bull KTM Ajo      | KTM RC 250 GP  | 19   | 11º     |
| 52 | Danny Kent          | Leopard Racing        | Honda NSF250R  | 19   | 3º      |
| 33 | Enea Bastianini     | Gresini Racing        | Honda NSF250R  | 19   | 1º      |
| 98 | Karel Hanika        | Red Bull KTM Ajo      | KTM RC 250 GP  | 13   | 13º     |
| 96 | Manuel Pagliani     | San Carlo Team Italia | Mahindra MGP3O | 13   | 31º     |
| 63 | Zulfahmi Khairuddin | Drive M7 SIC          | KTM RC 250 GP  | 13   | 16º     |
| 32 | Isaac Viñales       | RBA Racing            | KTM RC 250 GP  | 12   | 27º     |
| 40 | Darryn Binder       | Outox Reset Drink     | Mahindra MGP3O | 12   | 25º     |

### Non partito
| Nº | Pilota           | Squadra        | Motocicletta  |
| -- | ---------------- | -------------- | ------------- |
| 55 | Andrea Locatelli | Gresini Racing | Honda NSF250R |